# کیم یونگ-ایل (بازیکن بسکتبال)
کیم یونگ-ایل (انگلیسی: Kim Yeong-il؛ زادهٔ ۲۵ فوریهٔ ۱۹۴۲) بازیکن بسکتبال اهل کره جنوبی بود. وی در بازی‌های المپیک تابستانی ۱۹۶۴ و ۱۹۶۸ شرکت کرده‌است.